# Quadrina diazoma
Quadrina diazoma är en fjärilsart som beskrevs av Augustus Radcliffe Grote 1881. Quadrina diazoma ingår i släktet Quadrina och familjen ädelspinnare. Inga underarter finns listade i Catalogue of Life.